# Ungrenässans
Ungrenässans är renässansens inledande period. I italiensk konst betecknar ungrenässans 1400-talet, det så kallade Quattrocento.

## Konstnärer (urval)

### Målare
- Masaccio
- Piero della Francesca
- Paolo Uccello
- Fra Angelico
- Sandro Botticelli
- Antonio del Pollaiuolo
- Mariotto di Nardo
- Bartolomeo Vivarini

### Skulptörer
- Donatello
- Andrea del Verrocchio
- Lorenzo Ghiberti

### Arkitekter
- Filippo Brunelleschi
- Leon Battista Alberti